# Silene argaea
Silene argaea är en nejlikväxtart som beskrevs av Fisch. och C. A. Mey. Silene argaea ingår i släktet glimmar, och familjen nejlikväxter. Inga underarter finns listade i Catalogue of Life.

## Bildgalleri

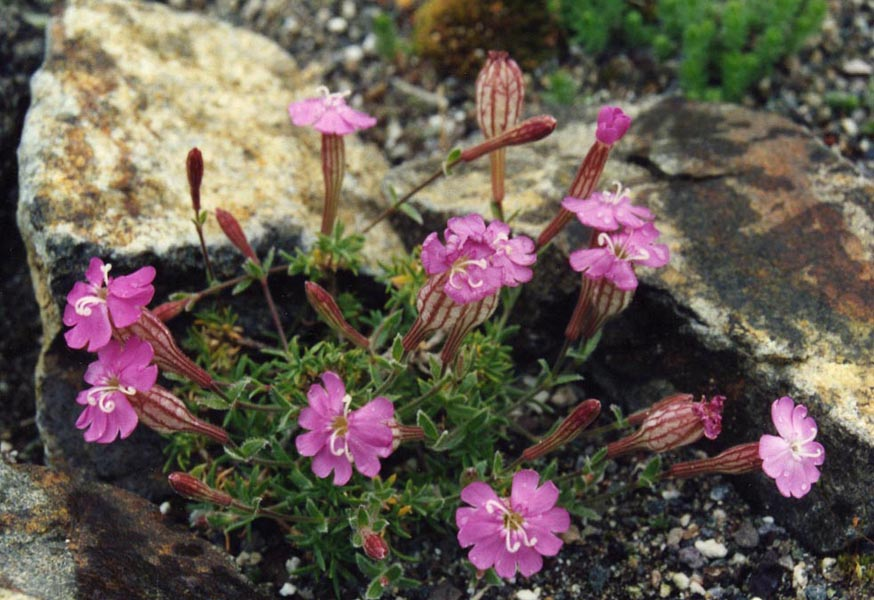